# Edward Raymond Turner
Edward Raymond Turner (Clevedon, 1873 – Londres, 9 de març de 1903) va ser un fotògraf, inventor i cineasta anglès.
Com a fotògraf, Edward Turner va intentar desenvolupar un sistema de tres colors al costat de l'empresari Frederick Marshall Lee. La seva invenció consistia en un disc d'obturació addicional que es muntava sobre una càmera de cinema convencional, el qual constava de tres filtres amb els colors primaris. Les escenes en vermell, verd i blau eren registrades en tres fotogrames successius de la pel·lícula exposada. Per poder visualitzar la seva invenció, Turner va construir un projector de cinema amb l'ajuda de Charles Urban i Alfred Darling. El projector comptava amb tres lents, cadascuna de les quals filtrava els negatius amb el seu corresponent color primari. Mentre la pel·lícula era projectada, una roda giratòria situada després de la lent assegurava que cada fotograma fos mostrat amb el seu color corresponent. No obstant això, el procés no era prou pràctic, existint problemes en la paral·laxi.
El 22 de març de 1899, mentre treballava en el taller de Frederic Eugene Ives a Londres, Turner i Lee van obtenir una patent pel seu procés de síntesi additiva de color. El procés va ser un precursor del sistema Kinemacolor, desenvolupat per George Albert Smith. Turner va morir d'una aturada cardíaca en el seu taller el 9 de març de 1903.
Al setembre de 2012, diversos mitjans de comunicació van informar que el National Media Museum de Bradford havia descobert una de les cintes filmades per Turner. La pel·lícula, que data de 1902, mostra imatges de les seves mascotes i els seus fills jugant al jardí de la seva casa a Hounslow. L'obra és considerada la primera pel·lícula filmada en colors, ja que fins avui es creia que la més antiga datava de l'any 1909.